# Joseph Chadwick
Pour les articles homonymes, voir Chadwick.
Joseph Chadwick, né le 18 mai 1909 à York en Pennsylvanie aux États-Unis, et mort en avril 1987 à Tampa, en Floride, est un écrivain américain, auteur de roman policier, de roman d'espionnage et de roman western.

## Biographie
Écrivain prolifique spécialisé dans le western, il publie à partir de la fin des années 1930 quelques centaines de nouvelles dans les pulps dédiés à ce genre. À partir des années 1950, sous son patronyme et sous divers pseudonymes, il fait paraître également plusieurs romans westerns, policiers et d'espionnage. Il a aussi rédigé des ouvrages sur les découvertes de gisements de pétrole en Pennsylvanie et les rangers du Texas.

## Œuvre

### Romans
liste non exhaustive

#### Signés Joseph Chadwick
- Rider from Nowhere (1951)
- Gunsmoke Reckoning (1951)
- Devil's Legacy (1952)
- Double Cross (1952)
- Whip Hand (1953)
- Destination Revenge (1953)
- Come Out Shooting (1954)
- Rebel Raider (1954)
- Renegade Gun (1954)
- The Golden Frame (1955)
- A Town To Tame (1958)
- Madigan’s Women (1959)
- Savage Breed (1959)
- Man Chase (1961)
- No Land Is Free (1962)
- Edge of the Badlands (1962)
- Cowboys and Cattle Drives (1967)
- Black Velvet (1970)
- Sabrina (1971)
- The Last War Cry (1971)
- A Bargain in Bullets (1972) Publié en français sous le titre Le Paladin du monde oriental, Paris, Gallimard, Série noire no 1626, 1973
- The Professional (1973)
- Hangman’s Valley (1973)
- Last Stand for a Lawman (1973)
- Evil Is the Night (1974)
- Killer Trail (1975)

#### Signés John Conway
- Hell Is My Destination (1959)
- The Dark Desire (1960)
- A Sin in Time (1961)
- The Apache Wars (1961)
- The Sioux Indian Wars (1962)
- Woman Breaker (1962)
- The Valiant Breed (1963)
- Hard Man from Texas (1964)
- Love in Suburbia (1964)

#### Signés Jack Barton
- Texas Rawhider (1953)
- Trail of the Damned (1954)
- Ambush Range (1955)
- Gun in His Hand (1956)
- The Vengeance Riders (1956)
- Day of the .44 (1957)
- Brand of Fury (1960)

#### Signé Jim Layne
- The Swap Set (1967)

#### Signés Jo Ann Creighton
- House of Fury (1973)
- The Mask of Evil (1973)

### Nouvelle signée Jackson Cole
- Trail of the Desert Witch (1953)

### Autres publications
- The Texas Rangers (1963)

## Filmographie

### Au cinéma
- 1949 : Rim of the Canyon, film américain réalisé par John English, avec Gene Autry

### À la télévision
- 1957 : Gallows at Granite Gap, épisode de la série télévisée Colt .45 (en) réalisé par Franklin Adreon
- 1958 : Trail West to Fury, épisode de la série télévisée Maverick réalisé par Alan Crosland Jr.
- 1957 - 1959 : A Time to Live et Rebel Ranger, épisodes de la série télévisée Zane Grey Theater réalisées par Lewis R. Foster et Don Medford
- 1957 - 1960 : Top Hand et Savage Breed (adaptation de son roman éponyme), épisodes de la série télévisée Cheyenne réalisés par Douglas Heyes et Robert Sparr

## Sources
- Claude Mesplède, Les années "Série noire" bibliographie critique d'une collection policière, t. 4 : 1972-1982, Amiens, Encrage, coll. « Travaux » (no 25), 1995, 318 p. (ISBN 978-2-906389-63-2).
- Claude Mesplède et Jean-Jacques Schleret, SN, voyage au bout de la Noire : inventaire de 732 auteurs et de leurs œuvres publiés en séries Noire et Blème : suivi d'une filmographie complète, Paris, Futuropolis, 1982 (OCLC 11972030), p. 64